# Chrást u Tochovic
Chrást, bis 1924 Chrast, ist eine Gemeinde in Tschechien. Sie liegt vier Kilometer nördlich von Březnice und gehört zum Okres Příbram.

## Geographie

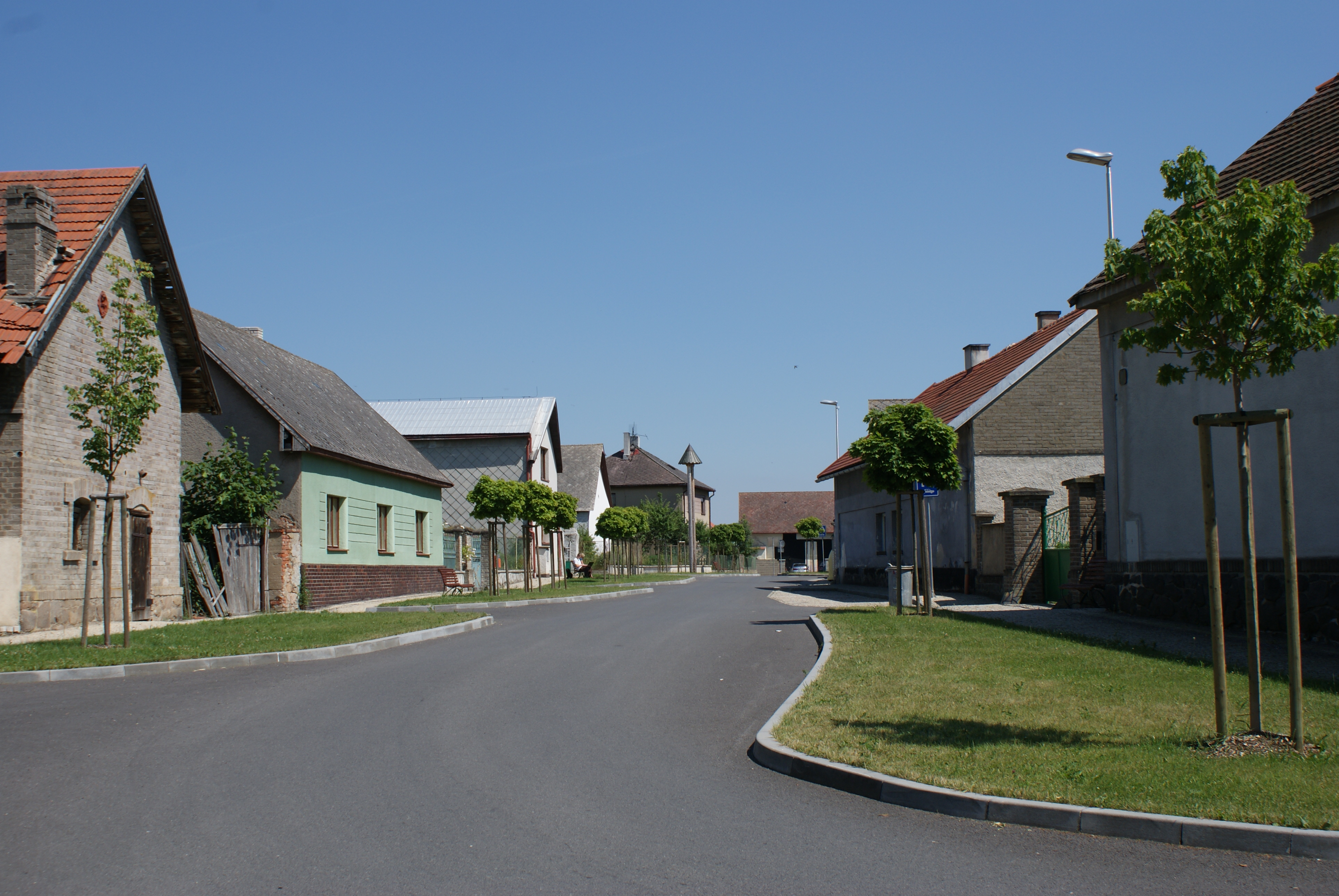
Dorfplatz in Chrást

Chrást befindet sich in der Quellmulde des Baches Chrástský potok im Mittelböhmischen Hügelland. Westlich des Dorfes verläuft die Bahnstrecke Březnice–Rožmitál pod Třemšínem durch das Tal der Skalice, die nächste Bahnstation ist Oslí. Nordöstlich erheben sich die Bukvice (554 m) und der Holý vrch (573 m), im Süden die Višňovka (508 m) sowie westlich der Chlumec (537 m).
Nachbarorte sind Vysoká u Příbramě, Modřovice und Třebsko im Norden, Zavržice, Kamenná, Lazsko und Podrejžský Mlýn im Nordosten, Tochovice und Lisovice im Osten, Hráze, Starosedlský Hrádek, Nestrašovice, Dobrá Voda und Bor im Südosten, Březnice, Nový Mlýn, Xaverov, Přední Poříčí und Jamky im Süden, Zadní Poříčí und Bezděkov pod Třemšínem im Südwesten, Valcha, Pňovice und Oslí im Westen sowie Namnice, Vranovice und Strýčkovy im Nordwesten.

## Geschichte
Die erste urkundliche Erwähnung des Dorfes erfolgte im Jahre 1379 als Teil der erzbischöflichen Güter Příbram. Ein Anteil von Chrast gehörte zur Burg Worlik. Im Jahre 1564 gab es Chrast einen Lehnsmann der Burg Karlstein. Zum Ende des 16. Jahrhunderts erwarb Wilhelm d. Ä. Wrabsky Tluksa von Wraby den Hof Chrast und schlug ihn seiner Herrschaft Drahenitz zu. Nachfolgende Besitzer waren sein Sohn Adam Ignaz (Adam Hynek) und dessen Frau Elisabeth Polyxena von Kokořov. In der berní rula von 1654 sind für Chrast vier alteingesessene Bauern sowie wüstes und eine verkommenes Haus aufgeführt. Ab 1662 folgten als Grundherren Wenzel Rudolph Wrabsky Tluksa von Wraby und danach Eva Maria Wrabsky, geborene Lažansky von Buggau. Im Jahre 1686 verkaufte Eva Maria Wrabsky die Herrschaft an Leopold Wilhelm Reichsgraf von Waldstein. Ihm folgte Franz Karl Reichsgraf von Waldstein, danach dessen Witwe Maria Ludmilla, geborene Kolowrat-Liebsteinský, die 1706 in zweiter Ehe Johann Wenzel von Sternberg heiratete. Nach ihrem Tode erbte 1720 ihre ersteheliche Tochter Maria Franzisca von Waldstein die Herrschaft. 1784 erbte deren Tochter Marie Elisabeth Reichsgräfin von Nostitz-Rieneck, geborene Kolowrat-Krakowsky von Ugezd den Besitz. Bei der Einführung der Hausnummern wurden 1770 in Chrast 19 Häuser gezählt. 1795 verkaufte Marie Elisabeth von Nostitz-Rieneck die Herrschaft an den Oberstlandmarschall Johann Prokop Graf Hartmann von Klarstein. Im Jahre 1840 bestand das an der Straße von Březnitz nach Přibram gelegene Dorf Chrast aus 20 Häusern mit 152 Einwohnern. In Chrast gab es ein Wirtshaus. Pfarrort war Březnitz. Bis zur Mitte des 19. Jahrhunderts blieb das Dorf zur Allodialherrschaft Drahenitz untertänig.
Nach der Aufhebung der Patrimonialherrschaften bildete Chrast ab 1850 einen Ortsteil der Gemeinde Přední Poříčí / Vorder-Pořschitz in der Bezirkshauptmannschaft und dem Gerichtsbezirk Březnitz. Seit 1868 gehörte Chrast zum Bezirk Blatná. Im Jahre 1870 wurde Anna von Lobkowicz Besitzerin der Güter, 1919 folgte ihr Sohn Jan. 1877 löste sich das Dorf von Přední Poříčí los und bildete mit den Ortsteilen Namnice und Oslí eigene Gemeinde, die zunächst den Namen Chrásť und später Chrast trug. Im Jahre 1915 bestand das Dorf aus 23 Häusern. Der heutige Ortsname Chrást wird seit 1924 verwendet. Im Zuge der Aufhebung des Okres Blatná wurde Chrást 1960 dem Okres Příbram zugeordnet.
Am 1. Januar 1980 erfolgte die Eingemeindung nach Březnice. Am 24. November 1990 lösten sich Chrást, Lisovice, Namnice und Oslí von Březnice los und bildete die Gemeinde Chrást.

## Gemeindegliederung
Die Gemeinde Chrást besteht aus den Ortsteilen Chrást (Chrast), Lisovice (Lisowitz), Namnice (Namitz) und Oslí (Wosel) sowie der Einschicht Valcha.

## Sehenswürdigkeiten

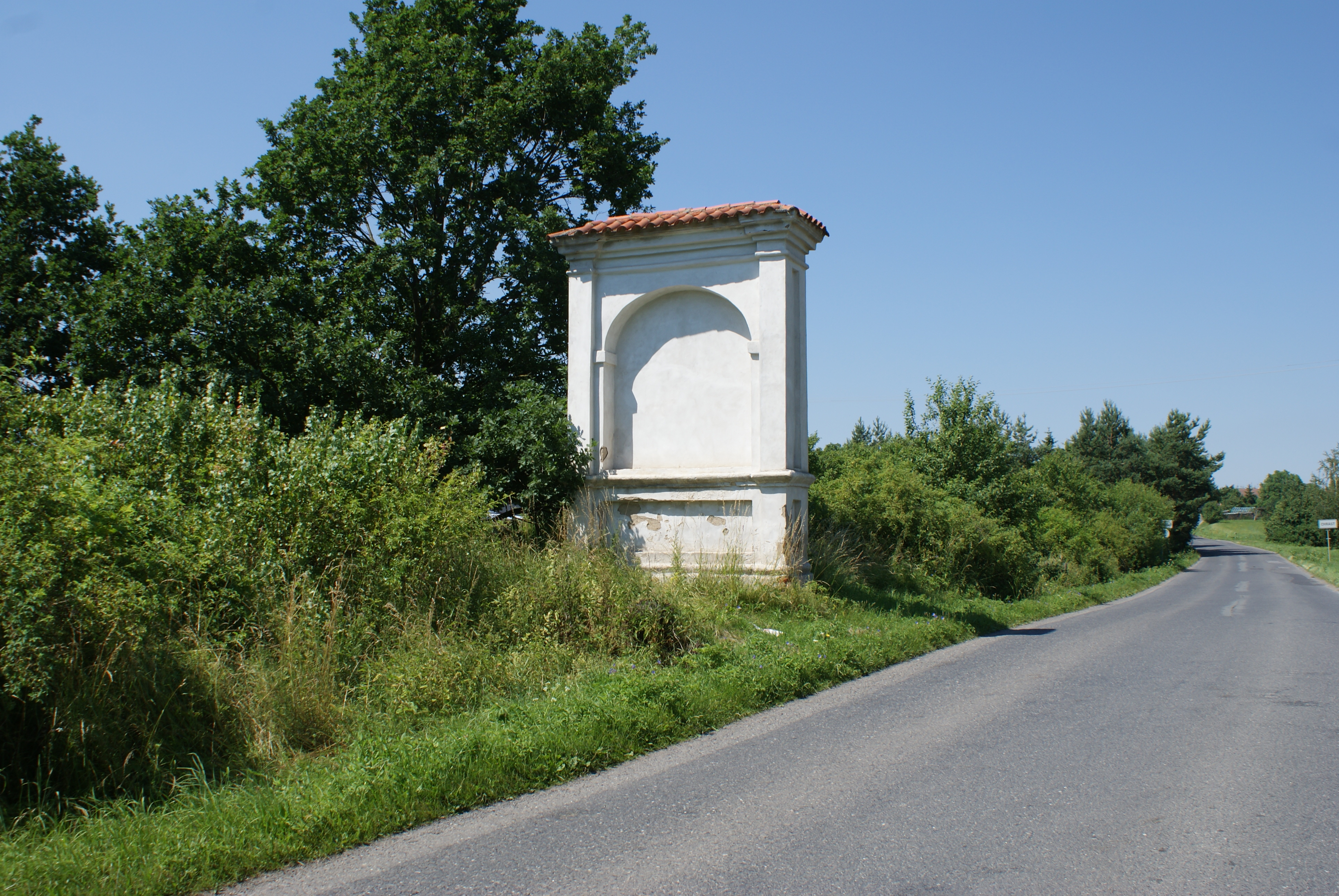
Bildstock bei Chrást

- Entlang der zum Kloster Svatá Hora führenden alten Příbramer Straße befinden sich mehrere Bildstöcke.